# Johannes van der Drift
Johannes van der Drift, ook: J.A. van der Drift (Den Haag, 26 januari 1808 - Weert, 21 maart 1883), was een Nederlands beeldend kunstenaar, vooral kunstschilder.
Na een korte leerperiode in Zuid-Nederland (het latere België), was hij aanvankelijk werkzaam in Amsterdam, waar hij lid was van Arti et Amicitiae. Omstreeks 1847 werkte hij in zijn geboortestad Den Haag. Later werkte hij onder meer voor het atelier van Pierre Cuypers in Roermond. Vanaf 1850 bewoonde hij het huis van diens vader.
Van der Drift schilderde vooral landschappen en stads- en dorpsgezichten in romantische stijl. Een portret van hem, in 1850 vervaardigd door Jan Weissenbruch, bevindt zich in het Rijksmuseum Amsterdam.

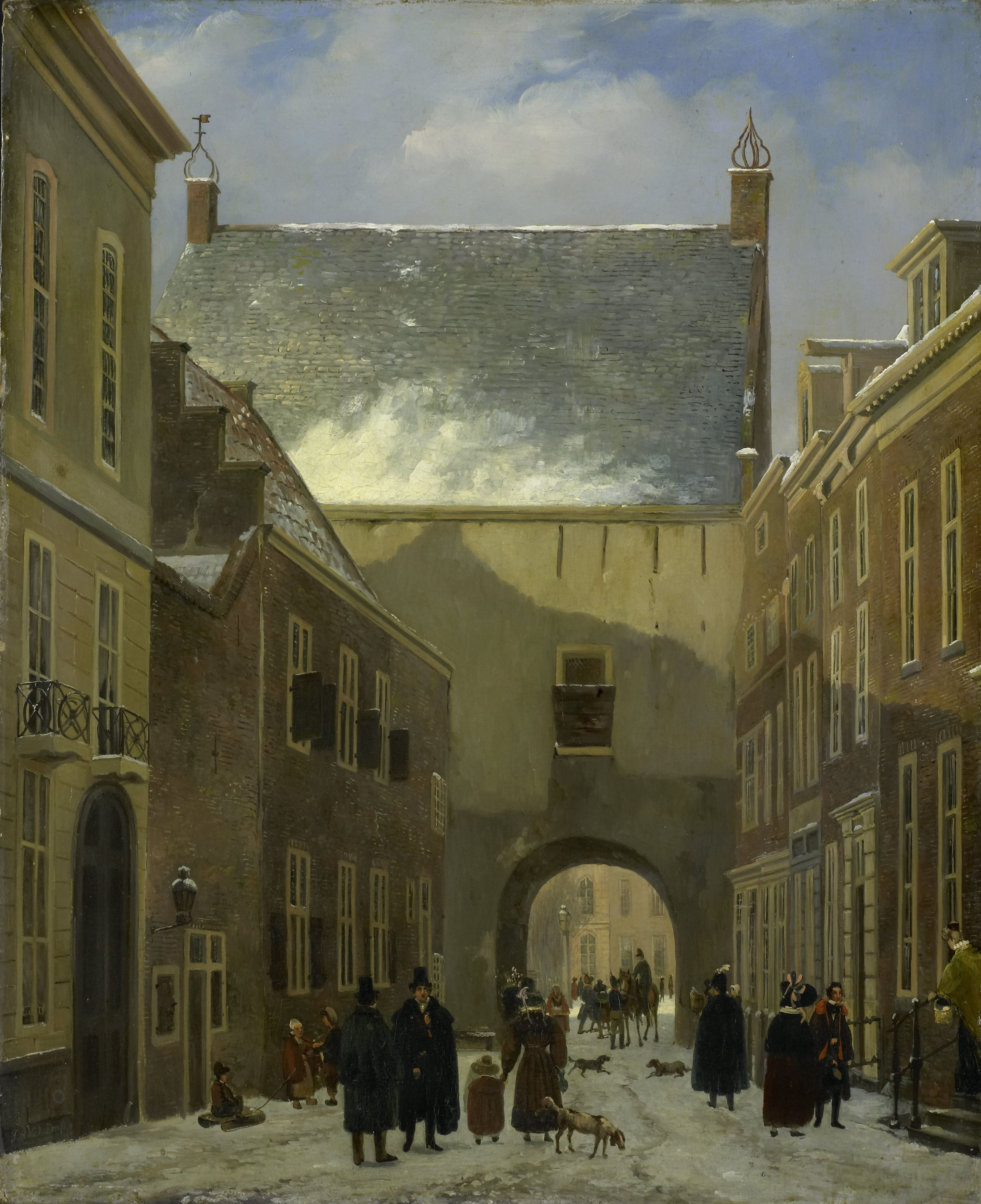
Gevangenpoort Den Haag
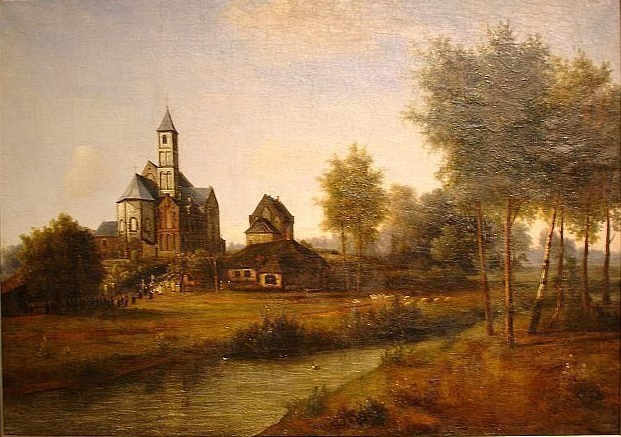
Kerk in Sint Odiliënberg (1858), Roerstreekmuseum, Sint Odiliënberg
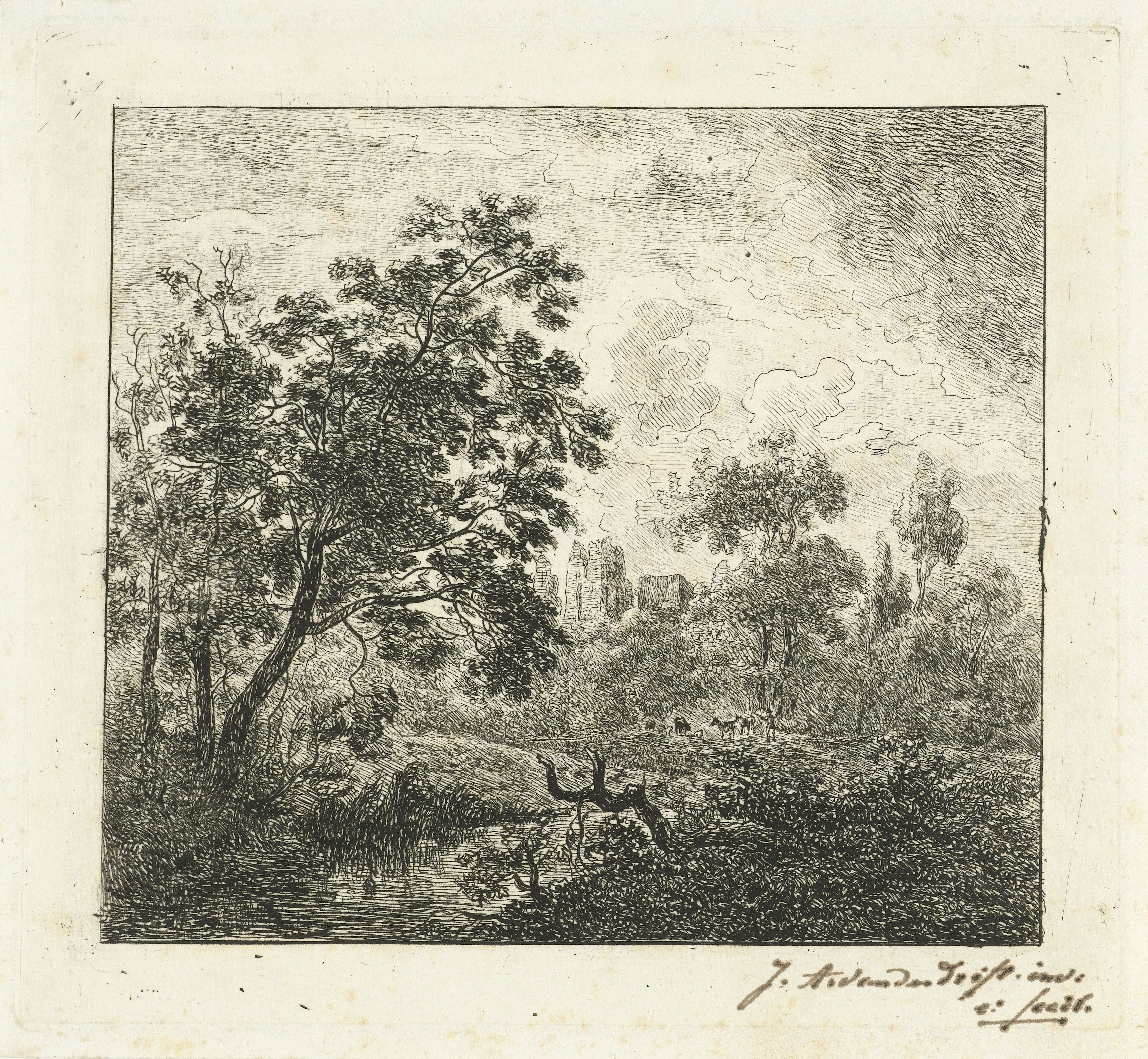
Landschap (Rijksmuseum)
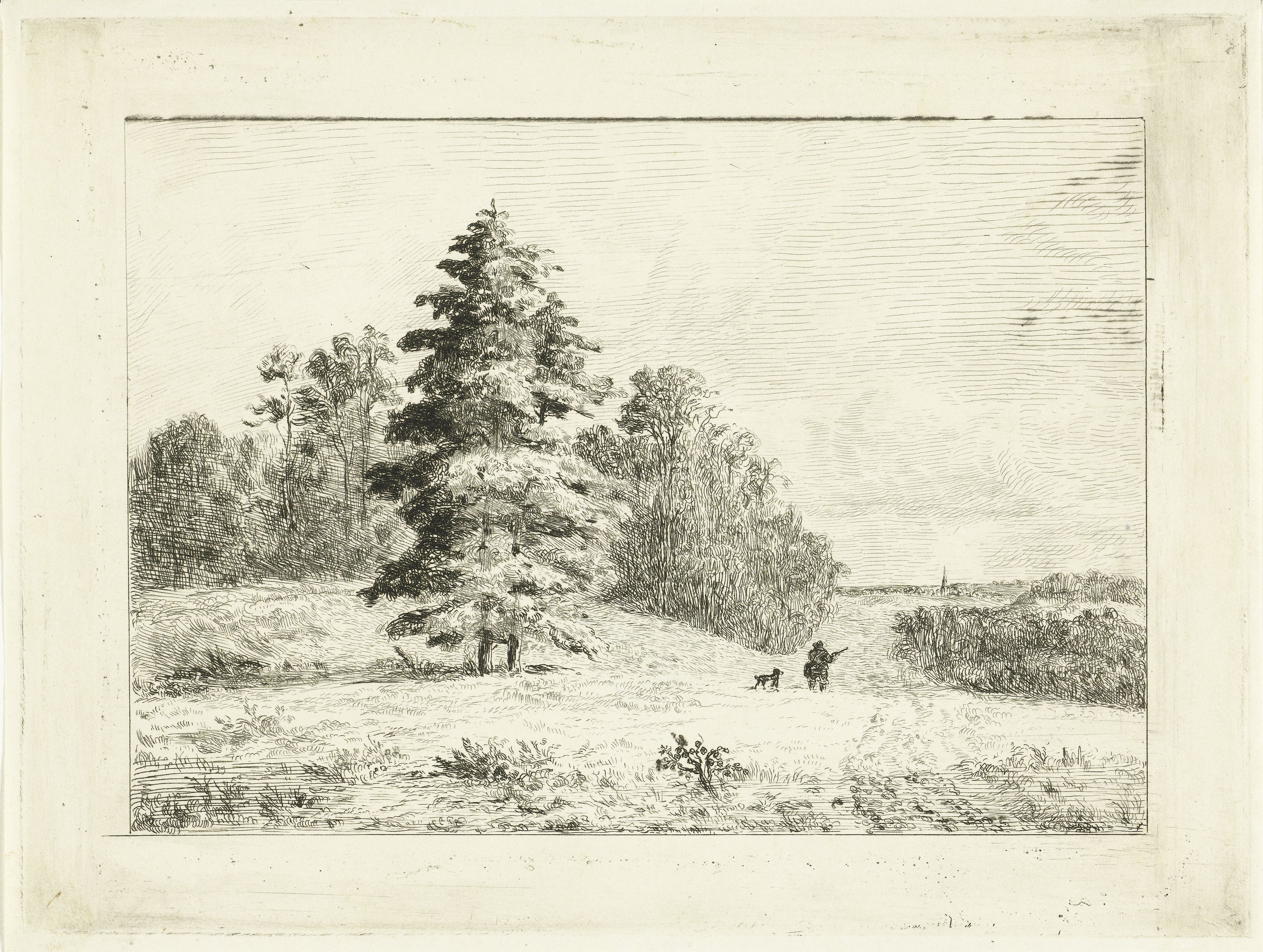
Landschap met jager en hond

- Biografisch Portaal: 88572043
- International Standard Name Identifier: 0000 0000 6832 6489
- Nederlandse Thesaurus van Auteursnamen: 07001437X
- RKD-Nederlands Instituut voor Kunstgeschiedenis: 24249
- Union List of Artist Names: 500009525
- Virtual International Authority File: 95739158
- WorldCat: E39PBJc3KkjKgWk8brVbh3pByd